# محمود لطيف
محمود لطيف محمود عامر (3 يوليو 1951 -) تولى وزارة البترول والثروة المعدنية المصرية في وزارة أحمد شفيق خلفا لسامح فهمي. من مواليد 3 يوليو 1951. حاصل على بكالوريوس هندسة البترول من جامعة القاهرة عام 1974.

## حياته المهنية
- بدأ العمل كمهندس بترول بقطاع البترول في شركة بترول خليج السويس جابكو في 1974
- تدرج وظيفياً بشركة بترول خليج السويس حتى أصبح مدير عام الشئون الهندسية في 1994
- تم ندبه للعمل نائب مدير عام العمليات وعضو مجلس الإدارة بشركة خالدة للبترول في 1995
- أصبح مساعد رئيس الشركة ونائب مدير عام العمليات وعضو مجلس الإدارة بها في 1998
- تم نقله ليصبح نائب رئيس الهيئة المصرية العامة للبترول للغازات الطبيعية في 1999
- رئيس مجلس إدارة شركة جاسكو في 2001
- رئيس مجلس إدارة شركة العامة للبترول في 2003
- رئيس مجلس إدارة شركة ثروة للبترول في 2003
- رئيس مجلس إدارة شركة بدر الدين للبترول في 2007
- رئيس مجلس إدارة الشركة المصرية القابضة للغازات الطبيعية في 2007

## مشاركاته الدولية والإقليمية
مثل مصر في العديد من المؤتمرات الدولية في أمريكا وأوروبا ودول الخليج العربي ومصر عن طريق إلقاء الأبحاث المنشورة ورئاسة جلسات المؤتمرات والمشاركة في اللجان التحضيرية بمجال اقتصاديات هندسة البترول وتقييم الاحتياطيات البترولية والغازية وترشيد طرق الإنتاج والدراسات الهندسية المتكاملة، وذلك في كثير من دول العالم.
شارك في عضوية اللجان الخاصة بتصدير الغاز المصري المسال لأسواق أمريكا وأوروبا. شارك في وضع العديد من التقارير والدارسات الخاصة بمجال هندسة البترول مما ساهم في تعظيم الاحتياطيات البترولية ومعدلات الإنتاج بالعديد من شركات القطاع. ترأس جمعية مهندسي البترول العالمية "فرع مصر"-كما انه عضو بجمعية البترول المصرية.